# Miriam Reyes

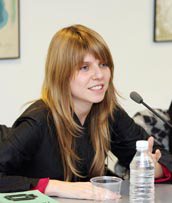
Miriam Reyes

Miriam Reyes (Orense, 29 de diciembre de 1974) es una poeta, videocreadora y traductora española. Desde la publicación de su primer poemario, en el año 2001, experimenta con la escritura audiovisual y el recital multimedia. 

## Biografía
Hija de emigrantes gallegos, a los ocho años emigró a Venezuela, residió en Caracas hasta los 21 años, donde estudió Letras en la Universidad Central de Venezuela. 
Fue becada por la Residencia de Estudiantes en 2004.

## Obra poética
- Espejo negro. DVD ediciones, 2001. ISBN 978-84-95007-46-9
- Bella Durmiente. Hiperión, 2004. ISBN 978-84-7517-801-1
- Desalojos. Hiperión, 2008. ISBN 78-84-7517-923-0
- Yo, interior, cuerpo, Antología poética de Miriam Reyes. Compilación de Miriam Tessore. Editado por el II Festival Internacional de Poesía de Córdoba (Argentina, 2013) ISBN 978-987-1414-96-3
- Haz lo que te digo. Madrid, Bartleby, 2015. ISBN 978-84-92799-84-8
- Prensado en frío. Oviedo, Malasangre, 2016. ISBN 9788460846222
- Sardiña, Santiago de Compostela, Chan de Pólvora, 2018
- Extraña manera de estar viva. Poesía reunida (2001-2021). Mixtura, 2022. ISBN 978-84-12551-31-0

## Galardones
Finalista del XIX Premio Hiperión de poesía.
Finalista del Premio Tívoli Europa (1998 y 2002).

## Antologías (Selección)
- Feroces: muestra de las actitudes radicales, marginales y heterodoxas en la última poesía española, edición de Isla Correyero. DVD Ediciones, 1998.
- Veinticinco poetas españoles jóvenes (Ariadna G. García, Guillermo López Gallego y Álvaro Tato, coords.; Madrid, Hiperión, 2003). 480 páginas, ISBN 84-7517-778-6.
- Por dónde camina la poesía española. Revista Letra internacional 98. Número 98. Primavera del 2008. Fundación Pablo Iglesias, ISSN 0213-4721
- Nova mondo en niaj koroj. Elmontro el nuntempaj hispanaj kritikaj poetoj. (Selección de textos de Alberto García-Teresa, traducción al esperanto de Miguel Fernández); Serra de ), edición de Marta López Vilar (Madrid, Bartleby, 2016)
- Sombras di-versas. Diecisiete poetas españolas actuales (1970-1991), edición de Amalia Iglesias (Vaso roto, 2017), ISBN: 978-84-947401-3-8.
- Centros de gravedad. Poesía española en el S.XXI, edición de José Andújar Almansa (Valencia, Pre-textos, 2018), ISBN: 978-84-17143-57-2

## Ensayo
Yo, interior, cuerpo. Rolde: Revista de cultura aragonesa, n.º 117-118, 2006, pags. 8-19